# Red (raper)
Red, właśc. Ernest Ivanda (ur. 3 maja 1978 w Genewie) – chorwacko-polski raper, muzyk i kompozytor, a także producent muzyczny i inżynier dźwięku. Były prezenter i producent telewizyjny, był związany z telewizjami MTV Polska i Polsat.

## Życiorys

### Wczesne lata
Jego matka jest Polką, ojciec był Chorwatem. Dzieciństwo spędził w Szwajcarii, dokąd jego rodzice wyemigrowali z Jugosławii. Następnie przez krótki okres mieszkał w Stanach Zjednoczonych. W drugiej połowie lat 90. osiadł w Łodzi, a następnie Warszawie.

### Kariera muzyczna
Ernest Ivanda znany jest przede wszystkim z występów w polskim zespole hip-hopowym Obóz TA, który współtworzył w latach 1997–2005. Od 2005 do 2009 roku współtworzył duet wraz z raperem i producentem muzycznym Spinache. Przez krótki okres był także związany z zespołem muzyki tanecznej Monopol. Od 2000 roku prowadzi także solową działalność artystyczną. Rapuje w języku francuskim oraz polskim.
Od lutego 2018 prowadzi autorski podcast Czerwona Kartka w cgm.pl.
Wiosną 2019 był jednym z jurorów w drugiej edycji programu telewizji Polsat Śpiewajmy razem. All Together Now.

## Życie prywatne
Posiada potrójne obywatelstwo. Jest muzułmaninem. Żonaty, ma dwie córki. Obecnie mieszka w Bielsku-Białej (województwo śląskie). Jest menadżerem zawodników MMA z całej Europy, głównie z Bałkanów.

### Kariera freak fight
W 2019 roku został rzecznikiem prasowym i twarzą nowej organizacji freak fight, Free Fight Federation. Dwa lata później został spikerem organizacji EFM Show.
W czerwcu 2022 roku federacja Prime Show MMA za pomocą mediów społecznościowych ogłosiła debiut „Reda" w walce na zasadach MMA przeciwko Piotrowi Kałuskiemu. Zawodnicy mieli spotkać się 9 lipca tego samego roku podczas gali Prime 2: Kosmos, jednak na kilka dni przed tym wydarzeniem Ernest Ivanda wypadł z tej walki przez problemy zdrowotne.
Ostateczny debiut w tzw. freak fightach odnotował 1 lipca 2023 podczas gali Prime 5, na której zmierzył się w walce MMA z Pawłem Jóźwiakiem. Przegrał pojedynek przez techniczny nokaut już po 43 sekundach pierwszej rundy.
W październiku 2023 roku grupa managerska Artnox Fight Sport poinformowała w mediach społecznościowych, że „Red" w swojej drugiej walce MMA zawalczy z Senegalczykiem – Serigne Ousmane Dią. Walkę zaplanowano na 14 października 2023 podczas gali Octo'Gônes 2 we francuskim mieście Villefranche-sur-Saône. Ponownie szybko przegrał przez TKO – ciosy pięściami w parterze.
We wrześniu 2024 roku federacja Silesian MMA poinformowała, że Ivanda zostanie ich nowym spikerem.

## Dyskografia
Albumy
| Rok  | Dane dot. albumu                                                           |
| ---- | -------------------------------------------------------------------------- |
| 2000 | Red's Bobyahedz Odyseya 1 - Data: listopad 2000 - Wydawca: Gigant Records  |
| 2002 | Al-Hub - Data: 18 maja 2002 - Wydawca: T1-Teraz                            |
| 2005 | 7 rano oraz Spinache - Data: 9 maja 2005 - Wydawca: Universal Music Polska |
| 2007 | 8 rano oraz Spinache - Data: 26 lutego 2007 - Wydawca: My Music            |

| Rok                         | Tytuł                                             | Pozycja na liście | Album  |
| Rok                         | Tytuł                                             | PiK               | Album  |
| --------------------------- | ------------------------------------------------- | ----------------- | ------ |
| 2004                        | „Stay In My Heart” – Varius Manx (gościnnie: Red) | 19                | Emi    |
| 2005                        | „Uwierz mi” oraz Spinache                         | –                 | 7 rano |
| „–” singel nie był notowany |                                                   |                   |        |

| Rok  | Tytuł                          | Pozycja na liście | Album  |
| Rok  | Tytuł                          | SLiP              | Album  |
| ---- | ------------------------------ | ----------------- | ------ |
| 2002 | „One Love” (gościnnie: Karola) | 67                | Al-Hub |

Inne
| Rok  | Utwór | Album                                                     | Źródło |
| ---- | --- | --------------------------------------------------------- | ------ |
| 2000 | „Pour L,Obóz” | Klan #15 (kompilacja)                                     | [ 32 ] |
| 2000 | „Codziennie nowy świat / Nitka skit” (gościnnie: Enter, Mizone, O.S.T.R., Red) | Obiecana ziemia – Thinkadelic                             | [ 33 ] |
| 2001 | „Pokaż mi to!” „Nienawidzisz mnie?” (oraz Eldo) | Blokersi (ścieżka dźwiękowa)                              | [ 34 ] |
| 2002 | „System” „Nie było” „Gdzie jesteś” | Czas ludzi cienia – Sweet Noise                           | [ 35 ] |
| 2002 | „Ragga” (gościnnie: Red) | Kodex – White House                                       | [ 36 ] |
| 2002 | „Intro” | JuNouMi Records EP Vol.2 (kompilacja)                     | [ 37 ] |
| 2002 | „Gdzie jest Eis” (oraz Eis) | Klan CD#22 (kompilacja)                                   | [ 38 ] |
| 2003 | „Kości rzucone 3” (gościnnie: Red) | Za wcześnie – Spinache                                    | [ 39 ] |
| 2003 | „Wytwórnie” | Nakręceni, czyli szołbiznes po polsku (ścieżka dźwiękowa) | [ 40 ] |
| 2003 | „Kooperacja” (gościnnie: Red) | 600°C – DJ 600V                                           | [ 41 ] |
| 2003 | „La Disco” (gościnnie: Red, Lady K) „La Disco” (Viniliztikz RMX Platoon'a) (gościnnie: Red, Lady K) „La Disco” (Viniliztikz RMX Platoon'a) (Instrumental) (gościnnie: Red, Lady K) „La Disco” (Smooth Guitar RMX) (gościnnie: Red) „La Disco” (Video) (gościnnie: Red, Lady K) | La Disco (singel) – Humaniztikz                           | [ 42 ] |
| 2004 | „Libertango (I've Seen that Face Before)” (gościnnie: Red) | Album – Monika Brodka                                     | [ 43 ] |
| 2005 | „Wczoraj” (oraz Spinache) | ESKA squad 3 (kompilacja)                                 | [ 44 ] |
| 2005 | „Wczoraj” (oraz Spinache) | Rap eskadra 3 (kompilacja)                                | [ 45 ] |
| 2006 | „Wykompe Ci matkie!” (gościnnie: Red) | L Niño vol. 1 – Liroy                                     | [ 46 ] |
| 2006 | „Jeansy 2006” (oraz Spinache) | SummerJam 2006 Allstars (kompilacja)                      | [ 47 ] |
| 2006 | „Chcę poznać twoją matkę” (oraz Spinache) | Rap eskadra 5 – Zima 2007 (kompilacja)                    | [ 48 ] |
| 2007 | „Wykompe Ci matkie” (gościnnie: Red) | Grandpaparapa (Powrót króla) – Liroy                      | [ 49 ] |
| 2009 | „Kooperacja” (oraz DJ 600V) | Road Rap Hit Vol.2 (kompilacja)                           | [ 50 ] |
| 2015 | „Nie poddaj się” (gościnnie: Red, Neile, JNR) | Fuego Infinito – Kartky                                   | [ 51 ] |
| 2016 | „Oszustki” (oraz Kaen, Kaz Bałagane) | (Kaen prezentuje) Altereggo TeamTape (kompilacja)         | [ 52 ] |
| 2016 | „Panczeon” (oraz Bedoes, Chris Brown) | Elektryka (Blendtape) – Quebonafide, 2sty                 | [ 53 ] |

## Teledyski
| Rok  | Tytuł                                                                         | Reżyseria                            | Album                                | Źródło |
| ---- | ----------------------------------------------------------------------------- | ------------------------------------ | ------------------------------------ | ------ |
| 2002 | „One Love” (gościnnie: Karola)                                                | –                                    | Al-Hub                               | [ 54 ] |
| 2002 | „Ten typ” (gościnnie: Ten Typ Mes) / „Stylowy przekaz” (gościnnie: Echo)      | –                                    | Al-Hub                               | [ 55 ] |
| 2005 | „Wczoraj” (oraz Spinache)                                                     | –                                    | 7 rano                               | [ 56 ] |
| 2005 | „Uwierz mi” (oraz Spinache)                                                   | –                                    | 7 rano                               | [ 57 ] |
| 2007 | „Miasta” (oraz Spinache)                                                      | –                                    | 8 rano                               | [ 58 ] |
| 2007 | „International Love” (oraz Spinache; gościnnie: J-Ro / Tha Liks, Łukasz Lach) | –                                    | 8 rano                               | [ 59 ] |
| 2007 | „Chcę poznać twoją matkę” (oraz Spinache)                                     | –                                    | 8 rano                               | [ 60 ] |
| 2008 | „Biegnij” (oraz Spinache)                                                     | Ernest „Red” Ivanda, Damian Michalak | 9 rano                               | [ 61 ] |
| 2010 | „Red Est Comme"                                                               | GarageSix                            | –                                    | [ 62 ] |
| 2013 | „Podpalamy noc” (oraz Spinache)                                               | The New Black                        | –                                    | [ 63 ] |
| 2013 | „Bodypainting” (gościnnie: Kajman, J-RO)                                      | Evil Eye Studio                      | –                                    | [ 64 ] |
| 2014 | „Slick Rick”                                                                  | Dwaem Media Group                    | –                                    | [ 65 ] |
| 2016 | „Oszustki” – Red, Kaen, Kaz Bałagane                                          | –                                    | (Kaen prezentuje) Altereggo TeamTape | [ 52 ] |

## Filmografia
| Rok  | Tytuł         | Uwagi                                             | Źródło |
| ---- | ------------- | ------------------------------------------------- | ------ |
| 2001 | „Blokersi”    | film dokumentalny, reżyseria: Sylwester Latkowski | [ 66 ] |
| 2015 | „Sprzątaczki” | serial paradokumentalny                           | [ 67 ] |

## Nagrody i wyróżnienia
| Rok  | Kategoria              | Nagroda      | Uwagi     | Źródło |
| ---- | ---------------------- | ------------ | --------- | ------ |
| 2006 | Album hip hop (7 rano) | Superjedynki | Nominacja | [ 68 ] |